# Tatatila (municipalité)
La municipalité de Tatatila est l'une des 212 municipalités de l'État de Veracruz, et est située dans la partie centrale de cet État. Située à l'ouest du golfe du Mexique, la municipalité est assise sur les contreforts de la Sierra Madre orientale, elle se trouve dans le bassin versant du fleuve Río Nautla. Son chef-lieu est la ville éponyme de Tatatila. Elle appartient à la région administrative de Capital, qui est une des 10 subdivisions administratives de l'État de Veracruz, et qui comprend la capitale étatique, Xalapa.

## Géographie
La municipalité de Tatatila s'étend du sud-ouest au nord-est dans la bassin versant du fleuve Río Nautla, qui la borde pour partie à l'ouest. Elle est traversée par deux de ses affluents au centre et au nord. Assise sur les contreforts du massif montagneux de la Sierra Madre orientale, son altitude oscille entre 800 et 2500 mètres. Son chef-lieu, la ville éponyme de Tatatila, se situe dans la partie sud de son territoire. Ce territoire couvre une superficie de 92 km2, et était peuplé en 2020 de 6041 habitants, pour une densité de 65,7 habitants par km2.
Cette municipalité est limitrophe au nord de celle d'Altotonga, à l'ouest de celles de Las Minas et de Villa Aldama, au sud de celle de Las Vigas de Ramírez, et à l'est de celle de Tlacolulan.

## Composition et démographie
La municipalité était composée en 2020 de 44 localités, dont aucune n'était considérée comme urbaine, toutes étant rurales.
| Localité            | Population |
| ------------------- | ---------- |
| Tatatila            | 1072       |
| La Mancuerna        | 737        |
| Pilhuatepec         | 532        |
| Tenexpanoya         | 497        |
| Piedra Parada       | 483        |
| Reste des localités | 2720       |
| Total population    | 6041       |

En plus de l'espagnol, plusieurs langues amérindiennes sont parlées dans la municipalité, dont les principales sont par ordre d'importance : le nahuatl, le totonaque, et le huatesco.

## Économie

### Agriculture et élevage
La superficie des parcelles semées représentait en 2021 une surface totale de 1669 hectares, parmi lesquels 1104 hectares étaient voués à la culture du maïs, 350 hectares étaient voués à la culture du caféier, et 215 hectares étaient voués à celle du haricot.
En 2021, la production de viande par tonnes comprenait 33,2 tonnes de viande bovine, 94,7 tonnes de viande porcine, 36,5 tonnes de viande ovine, 21 tonnes de viande caprine, 31,7 tonnes de volailles, et 6 tonnes de dinde. La superficie vouée à l'élevage représentait alors 1098 hectares.